# Ofensiva de Pascua
La ofensiva de Pascua fue un ataque militar lanzado por Vietnam del Norte contra Vietnam del Sur en 1972, durante la guerra de Vietnam. El ataque perseguía el objetivo de desmoralizar al ejército del sur, llevarlo hasta su desmoronamiento y conseguir la deseada reunificación del país. Aunque el general Vo Nguyen Giap lanzó casi todas las fuerzas con las que contaba su ejército la resistencia del Ejército de Vietnam del Sur, errores estratégicos y tácticos, además de la intervención de aviones y barcos estadounidenses, hicieron fracasar la operación.
La ofensiva de Pascua fue oficialmente conocida como la ofensiva de primavera-verano de 1972 (vietnamita: Chiến dịch Xuân Hè 1972) por Vietnam del Norte, o verano de fuego rojo (vietnamita: Mùa hè đỏ lửa) en la literatura vietnamita del sur, fue una campaña militar realizada por el Ejército Popular de Vietnam (EVN, el ejército regular de Vietnam del Norte) contra el Ejército de la República de Vietnam (ERVN, el ejército regular de Vietnam del Sur) y el ejército de los Estados Unidos entre el 30 de marzo y el 22 de octubre de 1972, durante la guerra de Vietnam. Esta invasión convencional (la operación ofensiva más grande desde que 300,000 tropas chinas habían cruzado el río Yalu hacia Corea del Norte durante la guerra de Corea) fue una desviación radical de las ofensivas anteriores de Vietnam del Norte. La ofensiva no fue diseñada para ganar la guerra directamente, sino para ganar la mayor cantidad de territorio y destruir tantas unidades del ERVN como sea posible, para mejorar la posición negociadora del Norte a medida que los Acuerdos de paz de París llegaban a una conclusión.

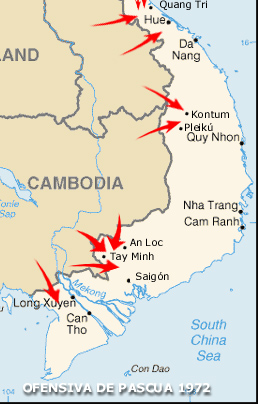
La Ofensiva de Pascua falló porque Vietnam del Sur no se desmoronó y los bombarderos y buques estadounidenses estuvieron allí.

El alto mando de los Estados Unidos esperaba un ataque en 1972, pero el tamaño y la ferocidad del asalto desconcertaron a los defensores, porque los atacantes atacaron en tres frentes simultáneamente, con la mayor parte del ejército norvietnamita. Este primer intento de la República Democrática de Vietnam (Vietnam del Norte) de invadir el sur desde la Ofensiva del Tet de 1968, se caracterizó por los ataques convencionales de infantería y blindados respaldados por artillería pesada, con ambas partes desplegando lo último en avances tecnológicos en sistemas de armas.
En la zona táctica del I Cuerpo, las fuerzas norvietnamitas invadieron las posiciones defensivas de Vietnam del Sur en una batalla de un mes y capturaron la ciudad de Quảng Trị, antes de moverse hacia el sur en un intento de apoderarse de Huế. EVN eliminó de manera similar las fuerzas de defensa fronterizas en la Zona Táctica del II Cuerpo y avanzó para apoderarse de la capital provincial de Kon Tum, amenazando con abrir un camino hacia el mar, que habría dividido a Vietnam del Sur en dos. Al noreste de Saigón, en la Zona Táctica del III Cuerpo, las fuerzas de EVN invadieron Lộc Ninh y avanzaron para asaltar la capital de la provincia de Bình Long en An Lộc.
La campaña se puede dividir en tres fases: abril fue un mes de avances de EVN; mayo se convirtió en un período de equilibrio; En junio y julio, las fuerzas de Vietnam del Sur contraatacaron y culminaron con la recuperación de la ciudad de Quảng Trị en septiembre. En los tres frentes, los éxitos iniciales de Vietnam del Norte se vieron obstaculizados por las altas bajas, las tácticas ineptas y la creciente utilización del poder aéreo de Estados Unidos y Vietnam del Sur. Un resultado de la ofensiva fue el lanzamiento de la Operación Linebacker, el primer bombardeo sostenido de Vietnam del Norte por parte de los EE. UU. desde noviembre de 1968. Aunque las fuerzas de Vietnam del Sur resistieron su mayor prueba hasta ahora en el conflicto, los vietnamitas del norte lograron dos objetivos importantes: habían ganado un territorio valioso dentro de Vietnam del Sur desde el cual lanzar el futuro ofensivas y habían obtenido una mejor posición de negociación en las negociaciones de paz que se estaban llevando a cabo en París.
Tras esta operación, Vietnan del Norte obtuvo importante experiencia que utilizó a la hora de lanzar la Ofensiva de primavera de 1975 y poner fin a la guerra y logar la reunificación de Vietnam.
- Datos: Q2395085
- Multimedia: Easter Offensive / Q2395085